# Варшавская и Бельская епархия
Варшавская и Бельская епархия (пол. Diecezja Warszawsko-Bielska) — епархия Польской православной церкви, объединяющая приходы в северной части Мазовецкого воеводства и южной части Подляского воеводства.

## История
22 апреля (4 мая) 1834 года учреждено Варшавское викариатство Волынской епархии. На тот момент в Царстве польском было 6 приходских православных храмов и православный Яблочинский монастырь.
Епископом Варшавским (с местом пребывания в Варшаве) был назначен настоятель недавно возвратившейся из унии Почаевской лавры архимандрит Антоний (Рафальский), который был хиротонисан 8 июля 1834 года и в августе прибыл в Варшаву.
В 1839 году число православных храмов в Царстве Польском возросло до 12.
1 октября 1840 года Николай I подписал указ об образовании Варшавской епархии, которой был присвоен 2-й класс. 5 октября правящим Варшавским архиереем был назначен викарный Варшавский епископ Антоний (Рафальский) с возведением в сан архиепископа.
17 января 1843 года на Варшавскую кафедру был назначен архиепископ Никанор (Клементьевский), объединивший под своим управлением Варшавскую и Волынскую епархии, в связи с чем носил титул «Варшавский и Волынский».
В 1860 году Варшавско-Волынская епархия была разделена, вследствие чего материальное положение Варшавской кафедры осложнилось, возникли трудности с пополнением клира.
После подавления восстания 1863—1864 годов русское правительство приняло меры для поддержки и координации строительства православных храмов в Польше. После 1864 года российские власти принимали активные меры к воссоединению с православием проживавших в Холмском крае униатов. К 1875 году число православных храмов в епархии достигло 60.
1 мая 1875 года Синод издал постановление о присоединении к православию униатской Холмской епархии (268 храмов и ок. 250 тысяч человек), для управления возвращёнными из унии приходами было учреждено Люблинское викариатство Варшавской епархии. Варшавский архиерей стал титуловаться «Холмский и Варшавский».
16 ноября 1875 года на Холмско-Варшавскую кафедру был назначен архиепископ Леонтий (Лебединский).
С 16 (29) июня 1905 года, с выделением самостоятельной Холмской епархии, именовалась Варшавской и Привисленской.
После издания в 1905 году «Указа об укреплении начал веротерпимости» в крае усилилась католическая пропаганда. Часть прежде воссоединившихся с православной церковью униатов вновь перешла в католичество.
В связи Первой мировой войной после кончины архиепископа Николая (Зиорова) (20 декабря 1915), Варшавская кафедра оставалась вакантной.
В 1919 году было образовано Польское государство, власти которого проводили крайне враждебную по отношению к православию политику.
В 1921 году, определением Патриарха Тихона и Священного Синода, на Варшавскую кафедру был назначен митрополит Серафим (Чичагов), не допущенный польскими властями в страну.
В сентябре 1921 года патриаршим экзархом в Польше стал Минский архиепископ Георгий (Ярошевский), в январе 1922 года в сане митрополита возведённый на Варшавскую кафедру.
В 1922 году Холмская епархия была присоединена в Варшавской.
Под нажимом польских властей митрополит Георгий и ряд других православных архиереев стали добиваться полной автокефалии Польской церкви.
В августе 1924 года польский Синод обратился к Патриарху Тихону с просьбой о даровании автокефалии Польской Церкви, ответа от Святейшего Патриарха на это послание не последовало. Тогда митрополит Дионисий послал письмо с той же просьбой к Константинопольскому Патриарху Григорию VII, который 13 ноября 1924 года подписал томос о даровании Польской Церкви автокефалии.
В 1940 году из Варшавский епархии были выделены Краковско-Лемковская и Холмско-Подляшская, присоединённые опять в 1946 году.
С 1948 года, по даровании Московской Патриархией просимой автокефалии, Польская Православная Церковь становится самостоятельной Поместной Церковью, предстоятель которой (в сане митрополита) титулуется Варшавским и всея Польши.
Очередная реорганизация прошла в 1951 году: из Варшавской епархии выделены Лодзинско-Познанская, Бялостоцко-Гданская и Вроцлавско-Щецинская епархии.
В 1958 году опять в состав епархии включена территория Жешувского воеводства. В таких границах епархия существовала почти 25 лет.
В 1983 году была из состава Варшавской была выделена Перемышльско-Новосондецкая епархия. В 1989 году из Варшавской была выделена Люблинско-Холмская епархия.

## Наименования
- Варшавская (викарная) (1834—1840)
- Варшавская и Новогеоргиевская (1840—1843)
- Варшавская и Волынская (1843—1860)
- Варшавская и Новогеоргиевская (1860—1875)
- Холмская и Варшавская (1875—1905)
- Варшавская и Привисленская (1905—1923)
- Варшавская и Холмская (1922—1939)
- Варшавская (1939—1940)
- Варшавская и Радомская (1940—1948)
- Варшавская и Бельская (с 1948)

## Епископы
- 8 июля 1834 — 17 января 1843 — Антоний (Рафальский)
- 17 января 1843 — 4 ноября 1848 — Никанор (Клементьевский)
- 6 ноября 1848 — 1 июля 1860 — Арсений (Москвин)
- 17 июля 1860 — 16 ноября 1875 — Иоанникий (Горский)
- 16 ноября 1875 — 17 ноября 1891 — Леонтий (Лебединский)
- 14 декабря 1891 — 21 февраля 1898 — Флавиан (Городецкий)
- 27 февраля 1898 — 2 ноября 1905 — Иероним (Экземплярский)
- 9 декабря 1905 — 5 апреля 1908 — Никанор (Каменский)
- 5 апреля 1908 — 20 декабря 1915 — Николай (Зиоров)
- назначен в 1916 году в/у, в управление не вступил - Иоасаф (Каллистов), еп. Дмитровский
- 1918—1921 — Владимир (Тихоницкий)  в/у еп. Белостокский
- 17 сентября 1918—1921 — Серафим (Чичагов) , не смог выехать в епархию
- 15 сентября 1921 — 8 февраля 1923 — Георгий (Ярошевский)
- 8 февраля 1923 — 23 ноября 1939 — Дионисий (Валединский)
- 23 ноября 1939 — 21 сентября 1940 — Серафим (Ляде)  в/у
- 21 сентября 1940 — 17 апреля 1947 — Дионисий (Валединский)
- 17 апреля 1947 — 7 июля 1951 — Тимофей (Шрёттер)  (в/у)
- 7 июля 1951 — 8 декабря 1959 — Макарий (Оксиюк)
- 5 мая 1961 — 20 мая 1962 — Тимофей (Шрёттер)
- 24 мая 1962 — 25 мая 1965 — Георгий (Коренистов)  (в/у)
- 25 мая 1965 — 26 марта 1969 — Стефан (Рудык)
- 26 марта 1969 — 1 января 1970 — Георгий (Коренистов)  (в/у)
- 24 января 1970 — 20 января 1998 — Василий (Дорошкевич)
- с 31 мая 1998 — Савва (Грыцуняк)

## Викариатства
- Бельское
- Гайновское
- Люблинское (ныне самостоятельная епархия)
- Новогеоргиевское (недейств.)
- Семятычское
- Супрасльское (ныне викариатство Белостокской епархии)

## Благочиния
Епархия разделена на 6 церковных округов:
- Варшавское благочиние
- Бельско-Подлясское благочиние
- Хайнувское (Гайновское) благочиние
- Клещельское благочиние
- Наревское благочиние
- Семятычское благочиние